# 小春りん
小春りん（こはる りん）は、日本の小説家。静岡県出身。旧名義はLink。「焦れ甘な恋が始まりました」から書籍では小春りんを使用しており、以前は小説投稿サイト時は「神様の隣で、君が笑った。」までの作品はLink名義となっていたが、以降は過去の投稿を含み『小春りん（Link）』名義になっている。
2013年に商業デビューした、アートディレクター、デザイナーとの兼業作家。魔法のiらんどや野いちご、Berry's Cafeといった小説投稿サイトに投稿した作品が書籍化され、現在は書籍書き下ろし作品も発売されている。

## 主な作品
- サディスティック・プリンス 上下巻（Link名義、2013年、魔法のiらんど文庫）
- おつきあい攻略本。（Link名義、2014年、魔法のiらんど文庫）
- はちみつ色の太陽（Link名義、2016年、ケータイ小説文庫ピンクレーベル）
  - 第10回日本ケータイ小説大賞 大賞・TSUTAYA賞・ブックパス賞の3つを受賞[1]。
  - コミカライズが、りぼんスペシャル2016年大増刊号に掲載。
  - はちみつ色のキミと秘密の恋をした。〜新装版 はちみつ色の太陽〜（小春りん名義、2020年、野いちご文庫）
  - はちみつ色のキミとヒミツの恋をした。（小春りん名義、2024年、野いちごジュニア文庫）
- 焦れ甘な恋が始まりました（2016年、ベリーズ文庫）
  - 書籍化前のタイトルは「美味しい恋の作り方。」
- たとえ声にならなくても、君への想いを叫ぶ。（2016年、スターツ出版単行本）
  - たとえ声にならなくても、君への想いを叫ぶ。（新装版、2022年、野いちご文庫）
- イジワル上司に焦らされてます（2017年、ベリーズ文庫）
  - 書籍化前のタイトルは「意地っ張りなキミにKISS」
  - コミカライズが、comic Berry's Vol.49～Vol.73に不定期で連載。
- この夢がさめても、君のことが好きで、好きで。（2017年、スターツ出版単行本）
  - コミカライズが、「トロイメライは嘘をつく」のタイトルで noicomi vol.14～36に不定期で連載。
  - 新装版（2022年、野いちご文庫）
- 雨宿りの星たちへ（2017年、スターツ出版文庫）
- 騎士団長は若奥様限定!?溺愛至上主義（2017年、ベリーズ文庫）
  - 書籍化前のタイトルは「冷酷騎士団長は花嫁への溺愛を隠さない」
  - コミカライズが、「黒騎士様のお気に召すまま～政略結婚のはずが溺愛されています～」のタイトルでBerry's Fantasy Vol.38からVol.53に不定期で連載。
- 10年後、夜明けを待つ僕たちへ（2018年、スターツ出版文庫）
  - 書籍化前のタイトルは「約束のタイムカプセル」
- 神様の隣で、君が笑った。（2018年、スターツ出版単行本）
- 新妻独占 一途な御曹司の愛してるがとまらない（2019年、ベリーズ文庫）
  - 書籍化前のタイトルは「いつも、君の心に愛の花。」
- 御曹司は偽婚約者を独占したい（2019年、マカロン文庫）
  - 書籍化前のタイトルは「シュガーメルト」
- 俺の「好き」は、キミ限定。（2019年、野いちご文庫）
  - 書籍化前のタイトルは「僕と恋を、はじめましょう。」
- 熱海温泉 つくも神様のお宿で花嫁修業いたします（2020年、スターツ出版文庫）
  - 書籍化前のタイトルは「明日、あの世に嫁ぎます! 熱海♨付喪神様のお宿へようこそへようこそ」
- 冷徹騎士団長に極秘出産が見つかったら、赤ちゃんごと溺愛されています（2020年、ベリーズ文庫）
  - 書籍化前のタイトルは「冷酷騎士団長は、消えた幽霊姫を生涯一途に愛しぬく。」
- 不本意な初夜でしたが、愛され懐妊妻になりました〜エリート御曹司と育み婚〜（2021年、ベリーズ文庫）
  - 書籍化前のタイトルは「幼馴染な御曹司と育み婚」
- エリート外科医の灼熱求婚〜独占本能で愛しい彼女を新妻に射止めたい〜（2021年、マカロン文庫）
  - 書籍化前のタイトルは「極上ドクターに、おいしい〝愛〟をお届けします。」
- 遊郭の花嫁（2021年、スターツ出版文庫）
- 三つ子ラブ注意報!シリーズ（2022年 - 2023年、小学館ジュニア文庫）
  - 第7回小学館ジュニア文庫小説賞の金賞を受賞[2]。
- きみと僕の5日間の余命日記（2022年、スターツ出版文庫）
  - 書籍化前のタイトルは「余命日記」
- キライが好きになる魔法 湘南しあわせコンフィチュール（2022年、ことのは文庫）
- 鎌倉お宿のあやかし花嫁シリーズ（2023年 - 2024年、アルファポリス文庫）
- 願いをつないで、あの日の僕らに会いに行く（2023年、スターツ出版単行本）
- もう一度、あの日の僕らに会いに行く（2024年、野いちごジュニア文庫）
- たとえ声にならなくても、君への想いを叫ぶ。（2024年、スターツ出版単行本）

アンソロジー所収
- 『保健室のラプンツェル』 - 今日、キミに恋しました〜好きな人と両想いになるまで5つの恋の短編集〜（2020年、野いちご文庫）
  - 上記の再録 - 今日、キミに告白します3 〜5つの恋の短編集〜（2022年、野いちごジュニア文庫）
- 『プロローグ』『星博士』『双子の誕生日』『星空ロマンス』『黄道十二商店街』『頑固親父に☆ひとつ』 - ラストで君は「まさか！」と言う　きらめく夜空（2024年、3分間ノンストップショートストーリー）